# 하얀 까마귀
"하얀 까마귀"는 1967년 공개된 대한민국의 영화이다.

## 배역
- 김지미
- 신성일
- 남궁원
- 최남현
- 이순재
- 전계현
- 최삼
- 한은진
- 김성옥
- 한미자
- 안성기
- 안성진
- 심상우
- 김주오
- 고일남
- 홍성우

## 수상
- 1967년 제6회 대종상
  - 음악상 - 김동진